# North Fork Quinault Ranger Station
Pour les articles homonymes, voir Quinault.
La North Fork Quinault Ranger Station – ou North Fork Ranger Station – est une station de rangers du comté de Jefferson, dans l'État de Washington, aux États-Unis. Protégée au sein du parc national Olympique, elle est inscrite au Registre national des lieux historiques depuis le 13 juillet 2007.